# Avenida de los Incas
La avenida de los Incas es una arteria vial de la Ciudad de Buenos Aires, Argentina.

## Recorrido
La avenida nace desde la Avenida Elcano en su intersección con la Avenida Crámer y el puente sobre las vías del Ferrocarril Mitre en el límite entre los barrios de Belgrano y Colegiales. Corre a través de 800 m sirviendo de límite entre estos barrios.
Al cruzar la Avenida Forest, ingresa íntegramente en el barrio de Villa Ortúzar.
Unos 600 m luego de cruzar la concurrida Avenida Álvarez Thomas, se encuentra la estación Los Incas de la Línea B del Subte de Buenos Aires, justo en la intersección con la Avenida Triunvirato en el límite con Parque Chas.
Desde allí corre por el corazón del barrio de Parque Chas, finalizando en la Avenida de los Constituyentes, siendo continuación de la Avenida Francisco Beiró, en el límite con Agronomía.

## Características

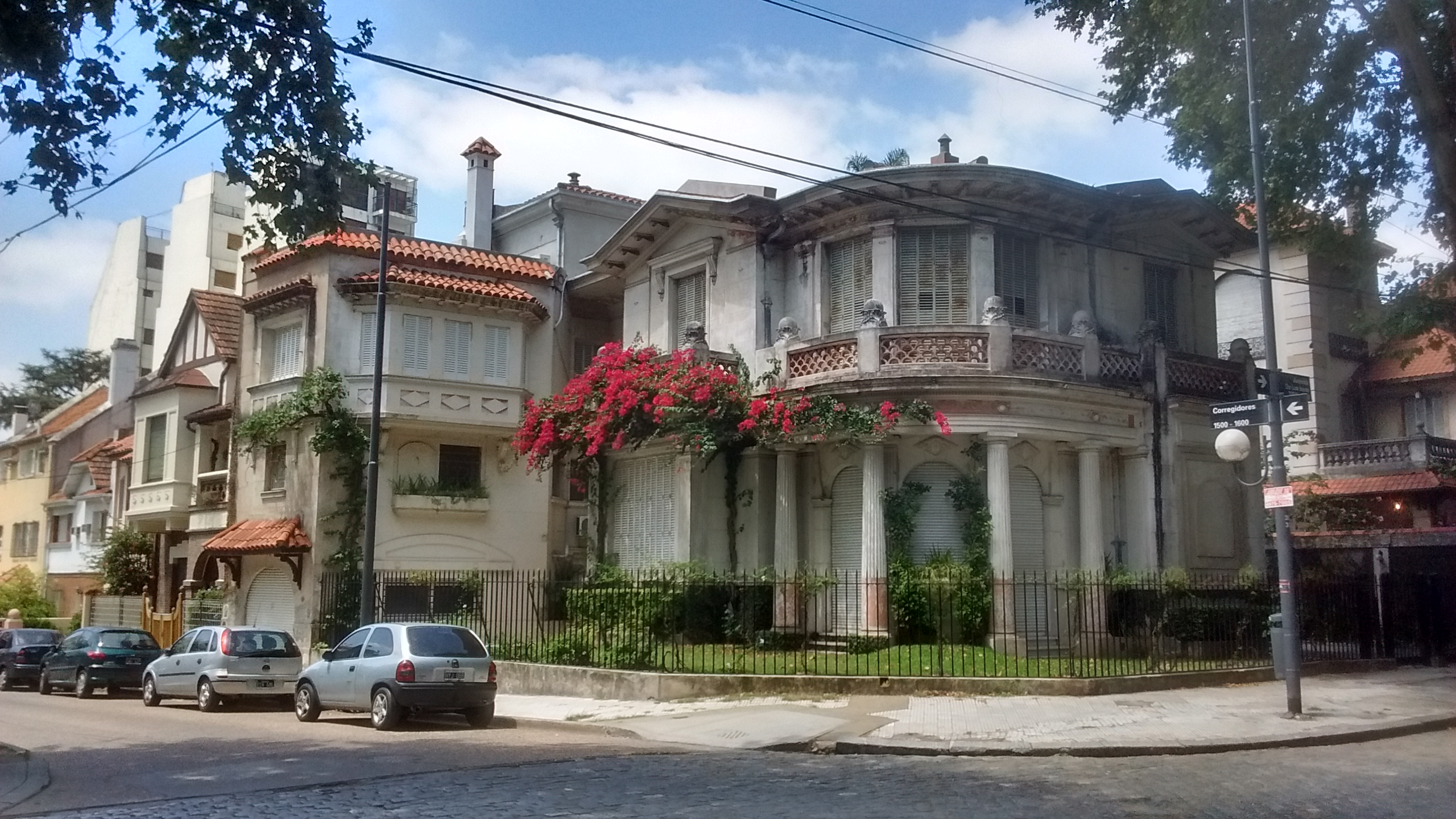
De los Incas y Corregidores, en Colegiales

Desde su inicio en la Avenida Elcano hasta la Avenida Forest, tiene la característica de ser un bulevar, en donde ambas manos tienen sentido este-oeste. Esto la convierte en una vía de acceso rápido entre el barrio de Belgrano y los barrios del noroeste de la ciudad. 
Luego de cruzar la avenida Forest, el carril sur se hace mano hacia el este. 
El bulevar y el adoquinado culminan en el cruce con la Avenida Álvarez Thomas, a partir del cual los carriles de circulación no tienen límite físico entre sí y las veredas se ensanchan. Estas características se mantienen hasta pasado el cruce con la Av. de los Constituyentes, ya con el nombre de Av. Francisco Beiro.
Desde 2003 cuenta con la estación Los Incas de la Línea B del Subte de Buenos Aires.

## Cruces y lugares de interés

### Belgrano/Colegiales
- 3000-3550: Tramo de mano única
  - 3000: Avenida Crámer - Avenida Elcano - Cruce bajo nivel con el FC General Bartolomé Mitre - Estación Belgrano R. Comienza siendo un bulevar que ambos carriles tienen mano hacia Avenida de los Constituyentes.

### Villa Ortúzar
- 3550-4500: Tramo de doble mano
  - 3550: Avenida Forest, el carril sur se hace del sentido contrario.
  - 4125: Avenida Álvarez Thomas - Avenida Chorroarín, la avenida deja de ser un bulevar

### Parque Chas
- 4500-5500: Tramo de doble mano
  - 4500: Avenida Triunvirato - Estación De los Incas-Parque Chas de la Línea B del Subte
  - 5000: Avenida Gral. Benjamin Victorica
  - 5500: Avenida de los Constituyentes - Avenida Francisco Beiró - Facultad de Agronomía (Universidad de Buenos Aires)